# Valență (lingvistică)
În lingvistică valența este numărul și tipul de argumente controlate de un predicat, verbele cu conținut semantic fiind predicate tipice. Valența este legată, deși nu este identică, de subcategorizare și tranzitivitate, care numără doar argumentele obiect — valența numără toate argumentele, inclusiv subiectul. Sensul lingvistic al valenței derivă din definiția valenței din chimie. Metafora valenței a apărut pentru prima dată în lingvistică în eseul lui Charles Sanders Peirce The Logic of Relatives în 1897, și a apărut apoi în lucrările unui număr de lingviști decenii mai târziu, în sfârșitul anilor 1940 și 1950. Lucien Tesnière este creditat în special pentru că a stabilit conceptul de valență în lingvistică. O autoritate majoră în ceea ce privește valența verbelor engleze este Allerton (1982), care a făcut importantele distincții între valența semantică și cea sintactică.

### Originea noțiunii
Lucien Tesnière (1959/69:238) exprimă idea de valență în modul următor (traducere din limba franceză):
„Așadar se poate compara verbul unui soi de atom cu legături, susceptibile a exercita atracție asupra unui număr mai mare sau mai mic de actanți. Pentru acești actanți, verbul are un număr mai mare sau mai mic de legături care mențin actanții în dependență. Numărul de legături pe care un verb le are constituie ceea ce vom numi valența verbului.”

## Aspecte logico-gramaticale în exprimarea valenței
In continuare sunt prezentate unele aspecte logico-gramaticale referitoare la exprimarea valenței relațiilor prin caracteristici ale verbelor nucleu ale predicatelor propozițiilor gramaticale, o caracteristică centrală fiind capacitatea combinatorie a verbului cu celelalte cuvinte componente ale predicatului gramatical, capacitate numită în lingvistică valență, un termen împrumutat din chimie, unde exprimă capacitatea combinatorie a atomilor elementelor chimice în moleculele/formulele chimice ale substanțelor.
La nivelul lingvistic al sintaxei gramaticale o relație este exprimată printr-o propoziție gramaticală având un nucleu verb copulativ sau predicativ care se combină cu alte cuvinte cu diferite funcții/poziții sintactice împreună cu care constituie predicatul gramatical al propoziției și totodată schema predicat logică asociată propoziției gramaticale. Numărul pozițiilor sintactice asociate verbului centru este numită valență (lingvistică) în mod similar valenței atomilor din substanțele chimice. Un verb se poate combina doar cu o expresie nominală în poziția sintactică de subiect gramatical sau cu două poziții sintactice, subiect și obiect direct. Numărul pozițiilor sintactice componente ale predicatului gramatical este cu o unitate mai mic decât valența verbului, subiectul gramatical fiind o funcție sintactică separată de predicatul gramatical.
Verbele exprimând fenomene meteorologice nu se combină cu vreo poziție sintactică, constituind singure propoziția (in limba română, spre deosebire de alte limbi, ca engleza sau franceza, unde apare un pronume expletiv (de umplutură) ca subiect gramatical aparent al acestor verbe). Astfel verbele pot fi zerovalente (verbele meteorologice etc.), univalente, bivalente etc.
Relațiile binare simetrice se pot exprima printr-o structură sintactică de forma subiect gramatical multiplu - verb copulativ - nume predicativ substantiv sau adjectiv nume de relație (contemporan, coliniar, coplanar, paralel(ă), prieten, frate, soră, vecin etc.) la plural. O relație sau predicat unar se exprimă sintactic prin subiect (simplu) - verb copulativ - (nume) predicativ calificativ sau nume de proprietate constituit dintr-un adjectiv obișnuit (mic, larg, roșu, scurt, verde etc.)
Predicatele unare sunt prezente alături de un subiect logic in structura propozițiilor categorice din logica dezvoltată de Aristotel. Aceste propoziții conțin cuantificatori exprimați prin cuvintele pronume nehotărât unii, toți, orice/oricare și sunt de forma: „Unii/Toți S sunt P.” (Unele triunghiuri sunt (triunghiuri) isoscele/Toate triunghiurile sunt isoscele) sau „Unii/Toți S NU sunt P.” (Unele triunghiuri NU sunt isoscele/Toate triunghiurile NU sunt isoscele). Predicatele binare pot fi încadrate în schema aristotelică a propozițiilor prin considerarea lor ca predicate pseudounare constând în noțiuni relative comparativ cu noțiunile absolute conținute în predicatele unare propriu-zise. Verbul copulativ este practic vid din punct de vedere semantic, spre deosebire de verbele predicative care constituie litere predicat în logica schemelor predicat.

## Tipuri ale verbelor
- avalente: Plouă.
- monovalente: El aleargă.
- divalente: El citește un text.
- trivalente:
- tetravalente: